# 华州 (皇兴)
华州，中国南北朝时设置的州。
魏献文帝皇兴二年（468年）北魏以赵兴郡、西北地郡设置华州。治所在定安县（今甘肃省宁县），辖境相当今甘肃宁县地。西北地郡下辖彭阳县、富平县、安武县，赵兴郡下辖阳周县、独乐县、定安县、高望县、襄乐县、赵安县、肤施县。魏孝文帝延兴二年（472年）华州改置三县镇。太和十一年（487年）三县镇改为班州，太和十四年（490年），班州改为邠州。太和二十年（496年），邠州改为豳州。